# Slippery When Wet
Slippery when Wet er et musikalbum, som blev udgivet i 1986 af rockgruppen Bon Jovi på Mercury Records, som har solgt over 34 millioner albums i USA og over 120 millioner albums i hele verden. Bon Jovis mest solgte album er Slippery When Wet fra 1986, med bl.a. en af bandets nok mest kendte sange, Livin' On a Prayer.

## Spor
Albummet Slippery When Wet indeholder sangene:
1. Let it rock
2. You give love a bad name
3. Livin' on a prayer
4. Social disaster
5. Wanted dead or alive
6. Raise your hands
7. Without Love
8. I'd die for you
9. Never say goodbye
10. Wild in the streets

Albummet blev genudgivet i 2005 og indeholder i den version desuden en minifolder med teksterne til alle ovenstående sange og billeder af gruppen.